# 丽江珍珠菜
丽江珍珠菜（学名：Lysimachia violascens var. robusta）是报春花科珍珠菜属大花珍珠菜的变种。分布在中国大陆的云南等地，生长于海拔2,900米至3,200米的地区，常生于林缘、山坡草地及灌丛中，目前尚未由人工引种栽培。